# مرد مجروح (نقاشی)
مرد مجروح (فرانسوی: L'Homme blessé‎) یک خودنگاره از گوستاو کوربه است. کوربه خودش را در یک مضمون عاشقانه به عنوان یک مرد قهرمان رنج دیده نقاشی کرده‌است. در اصل زنی به شانه مرد تکیه داده بود. کوربه در سال ۱۸۵۴ زن را یا یک شمشیر جایگزین کرد. او همچنین یک لکه خون قرمز روی پیراهن خود اضافه کرد. چهره آرام مرد و در عین حال خونریزی سبب ایجاد تضاد شده‌است.